# 오토스기촌
오토스기촌(音杉村)은 도야마현 나카니카와군에 있던 촌이다.

## 역사
- 1889년 4월 1일 - 정촌제 시행에 의해 가미니카와군 오토스기촌이 성립하였다.
- 1897년 4월 1일 - 군 개편에 의해 가미니카와군에서 분립해 나카니카와군이 성립하여 나카니카와군에 소속되었다.
- 1941년 4월 1일 - 나카니카와군 가미이치정에 편입되었다.

## 참고문헌
- 『市町村名変遷辞典』東京堂出版、1990年。